# Recesszió

A nagy gazdasági világválság hatása az Amerikai Egyesült Államok GDP-jére 1999-es $ árakon.

A recesszió közgazdasági fogalom, az üzleti ciklusnak a gazdasági aktivitás visszaesésével jellemezhető része, a legelterjedtebben használt meghatározás szerint a bruttó hazai termék (GDP) csökkenése (vagy gyakori más megfogalmazásban negatív növekedése) legalább két egymás követő negyedévben az előző negyedévhez viszonyítva.
Az Amerikai Egyesült Államok Nemzeti Gazdaságkutató Irodája (National Bureau of Economic Research, NBER) meghatározása szerint a gazdasági recesszió: „a gazdasági aktivitás jelentős, a gazdaságban szétterjedt visszaesése, amely tovább tart néhány hónapnál, és normálisan a reál GDP növekedésben, a reáljövedelmekben, a foglalkoztatásban (nem mezőgazdasági alkalmazás), az ipari termelésben és a nagy- és kiskereskedelemben látható." Ez utóbbi, az Egyesült Államokon kívül kevésbé elfogadott definíció szerint a GDP növekedésének nem kell a mínuszba mennie ahhoz, hogy recesszióról beszélhessünk, elég a jelentős és tartós lassulás.
A recesszió érinthet csak egy országot, vagy országcsoportot, de lehet akár világméretű is. A tartós, vagy nagymértékű, jelentős szociális problémákat okozó recesszió a depresszió. Ha ez a világ jelentős részére kiterjed, világválságról szoktak beszélni.
Ahogy a fellendülés, a recesszió is visszatérő jelenség a piacgazdaságok életében, a gazdasági ciklus kilendülésének mértéke azonban változó. Az Egyesült Államok 20. századi történetében például kilenc recessziót tartanak számon, ezek közül az 1929-ben kezdődött, tíz évig tartó és a nagy gazdasági világválságot kiváltó recesszió volt a legsúlyosabb.

## Előjelei
A recesszió előjelei gazdaságonként mások-mások lehetnek, megbízható előjelek általában nincsenek, de léteznek olyan jelek, amelyek alapján felvetődhet a recesszió kockázata.
Az Egyesült Államokban például ilyennek tekintik a részvénypiac jelentős zuhanását (bár az 1946 óta történt tíz százaléknál nagyobb esések mintegy felét nem követte recesszió). Szintén az Egyesült Államokra Jonathan H. Wright közgazdász és a New York-i Federal Reserve kutatói az állampapírok inverz hozamgörbéjének előrejelző szerepéről készítettek modelleket. Előrejelző szerepet tulajdonítanak a háromhavi változásnak a munkanélküliségi rátában és a munkanélküliek regisztrációja adatainak.

## Kezelése
A közgazdászok más-más kezelést ajánlanak a recesszióra, attól függően, hogy melyik közgazdasági iskolához tartoznak. A keynesiánusok az állami kiadások növelését ajánlják a növekedés gyorsítására, a kínálati oldalt a legfontosabbnak tartó közgazdászok szerint ilyenkor adókat célszerű csökkenteni, hogy segítséget kapjanak az üzleti és tőkebefektetések. A Laissez-faire elmélet hívei szerint a legjobb, ha a kormány egyáltalán nem avatkozik bele a folyamatokba.
A recessziós kilátások megjelenésére általában a kormányok és a vállalkozások is reagálni szoktak. Carter Schelling stratégiai tanácsadó egy írásában a Philadelphia Business Journalben tűzriadó gyakorlathoz hasonlította az ilyen előkészületeket és azt javasolta, a cégtulajdonosok mérjék fel a vásárlók sokktűrőképességét és ennek megfelelően alakítsák ajánlatukat. Ugyanakkor kemény fegyelmet is javasolt és azt, hogy az elégedetlen alkalmazottakat cseréljék motiváltabbakra és versenyképesebbekre és kommunikáljanak sokat.